# Dibamus somsaki
Espèce
Dibamus somsaki est une espèce de sauriens de la famille des Dibamidae. 

## Répartition
Cette espèce est endémique de Thaïlande.

## Étymologie
Cette espèce est nommée en l'honneur de Somsak Panha.

## Publication originale
- Honda, Nabhitabhata, Ota & Hikida, 1997 : A new species of Dibamus (Squamata: Dibamidae) from Thailand. The Raffles Bulletin of Zoology, vol. 45, n. 2, p. 275-279 (texte intégral).